# 사빌
사빌(Sabir)은 피진과 유사하나, 상거래와 같은 한정된 상황에서 극히 한정된 어휘만이 사용되는 혼합 언어(混合言語)를 뜻한다.

## 같이 보기
- 걸라(Gullah)

- 피진
- 크리올
- 혼합 언어